# Chytridiomyceta
Sous-règne
Les Chytridiomyceta sont un sous-règne de champignons décrit en 2018. Il comprend la majeure partie des espèces de la division traditionnelle des Chytridiomycota (au sens large), qui était polyphylétique.

## Divisions
D'après les auteurs du taxon, les Chytridiomyceta rassemblent trois divisions :
- Chytridiomycota (au sens strict) ;
- Monoblepharomycota ;
- Neocallimastigomycota.